# Pareiasaurus
Pareiasaurus är ett utdött släkte av anapsida kräldjur från permperioden. Den var en typisk Pareiasaurier. Den familjen som den har fått sitt namn ifrån. Man har funnit fossil av Pareiasaurus i Sydafrika och Europa.

## Beskrivning
Pareiasaurus kunde bli upp till 2,5 meter lång. Den växtätande reptilen var ett kraftigt byggt djur med huden täckt av otaliga sammanhängande benplåtar. De kan ha givit ett visst skydd mot rovdjur samtidigt som de stabiliserade den stora kroppen. Eftersom Pareiasaurus var släkt med sköldpaddorna har det framkastats att dess benplåtar kan ha utvecklats till deras hårda skal.

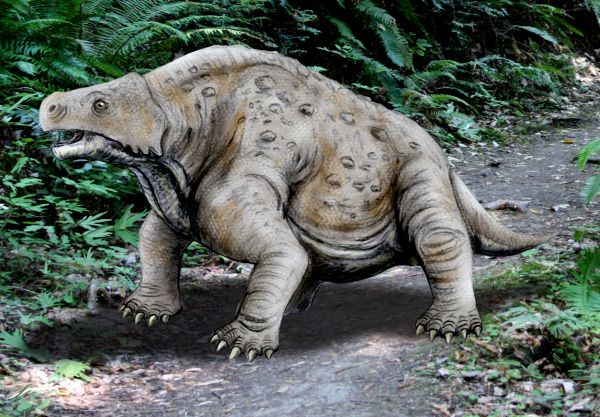
Illustration